# Arapuã
Arapuã is een gemeente in de Braziliaanse deelstaat Paraná. De gemeente telt 4.017 inwoners (schatting 2009).

## Aangrenzende gemeenten
De gemeente grenst aan Ivaiporã, Jardim Alegre, Manoel Ribas en Nova Tebas.